# رشته‌کوه خاراتاس
رشته‌کوه خاراتاس (انگلیسی: Kharatas ridge) یک رشته‌کوه در استان خاکاسیای کشور روسیه است.